# Laura Harring
Laura Elena, Nữ bá tước von Bismarck-Schönhausen (nhũ danh Martínez-Herring; sinh ngày 3 tháng 3 năm 1964), thường được gọi là Laura Harring, là một nữ diễn viên người Mỹ gốc Mexico. Năm 1985, Harring trở thành người phụ nữ gốc Tây Ban Nha đầu tiên đăng quang Hoa hậu Mỹ. Sau đó, cô bắt đầu sự nghiệp diễn xuất của mình trong một số phim truyền hình và phim điện ảnh. Cô bắt đầu được chú ý với hai vai diễn Rita và Camilla Rhodes trong bộ phim đen mới hậu hiện đại năm 2001 Mulholland Drive Cô cũng được biết đến với các vai diễn trong các bộ phim khác, bao gồm The Forbidden Dance (1990), John Q (2002), Willard (2003), The Punisher (2004), The King (2005), và Love in the Time of Cholera (2007).

## Thiếu thời
Harring sinh ra ở Los Mochis, Sinaloa, Mexico vào ngày 3 tháng 3 năm 1964. Mẹ cô, María Elena Martínez-Cairo, là một giáo viên tâm linh, nhà đầu tư bất động sản và là một cựu thư ký. Cha của cô, Raymond Herring, là một nhà phát triển và nông dân hữu cơ gốc Áo - Đức. Hai người ly dị năm 1971. Harring sống mười năm đầu đời ở Mexico, trước khi gia đình cô chuyển đến San Antonio, Texas. Harring bị một vết thương ở đầu từ viên đạn.45 bởi hỏa hoạn từ một vụ nổ súng năm cô lên 12. Năm 16 tuổi, cô thuyết phục gia đình cho phép cô học tại Thụy Sĩ tại Đại học Aiglon. Cuối cùng cô trở về Hoa Kỳ, định cư ở El Paso, Texas và bước vào thế giới của các cuộc thi sắc đẹp. Cô đã giành được danh hiệu Hoa hậu El Paso Hoa Kỳ, và không lâu sau đó là giải Hoa hậu Texas. Năm 1985, Harring ẵm danh hiệu Miss USA. Cô dành một năm tiếp theo trong cương vị hoa hậu để đi du lịch khắp châu Á, khám phá châu Âu và làm nhân viên xã hội ở Ấn Độ.

## Đời tư
Năm 1987, Harring kết hôn với Bá tước Carl-Eduard von Bismarck-Schönhausen, cháu chắt của Otto von Bismarck. Mặc dù hai người ly dị vào năm 1989, cô vẫn giữ được danh hiệu Nữ bá tước von Bismarck-Schönhausen.